# Dracula xenos
Dracula xenos é uma espécie de orquídea epífita de crescimento cespitoso cujo gênero é proximamente relacionado às Masdevallia, parte da subtribo Pleurothallidinae. Esta espécie é originária do Valle del Cauca, na Colômbia, onde habita florestas úmidas e nebulosas das montanhas.